# Janusz Terpiłowski (chemik)
Janusz Terpiłowski (ur. 29 kwietnia 1920, zm. 1990) – polski chemik, nauczyciel akademicki.

## Życiorys
Do 1954 pracował jako asystent, a następnie adiunkt w Katedrze Chemii Nieorganicznej Politechniki Wrocławskiej. Od 1955 był kierownikiem Katedry Chemii Nieorganicznej i Analitycznej Akademii Medycznej we Wrocławiu w 1956 obronił doktorat. W latach 1966–1968 sprawował funkcję dziekana Wydziału Farmaceutycznego, a w okresie 1968–1973 prorektora ds. dydaktyki tej uczelni. Tytuł profesora nadzwyczajnego otrzymał w 1965, zwyczajnym został w 1972.
Zmarł 1990 r. i został pochowany na cmentarzu św. Wawrzyńca przy ul. Bujwida we Wrocławiu.

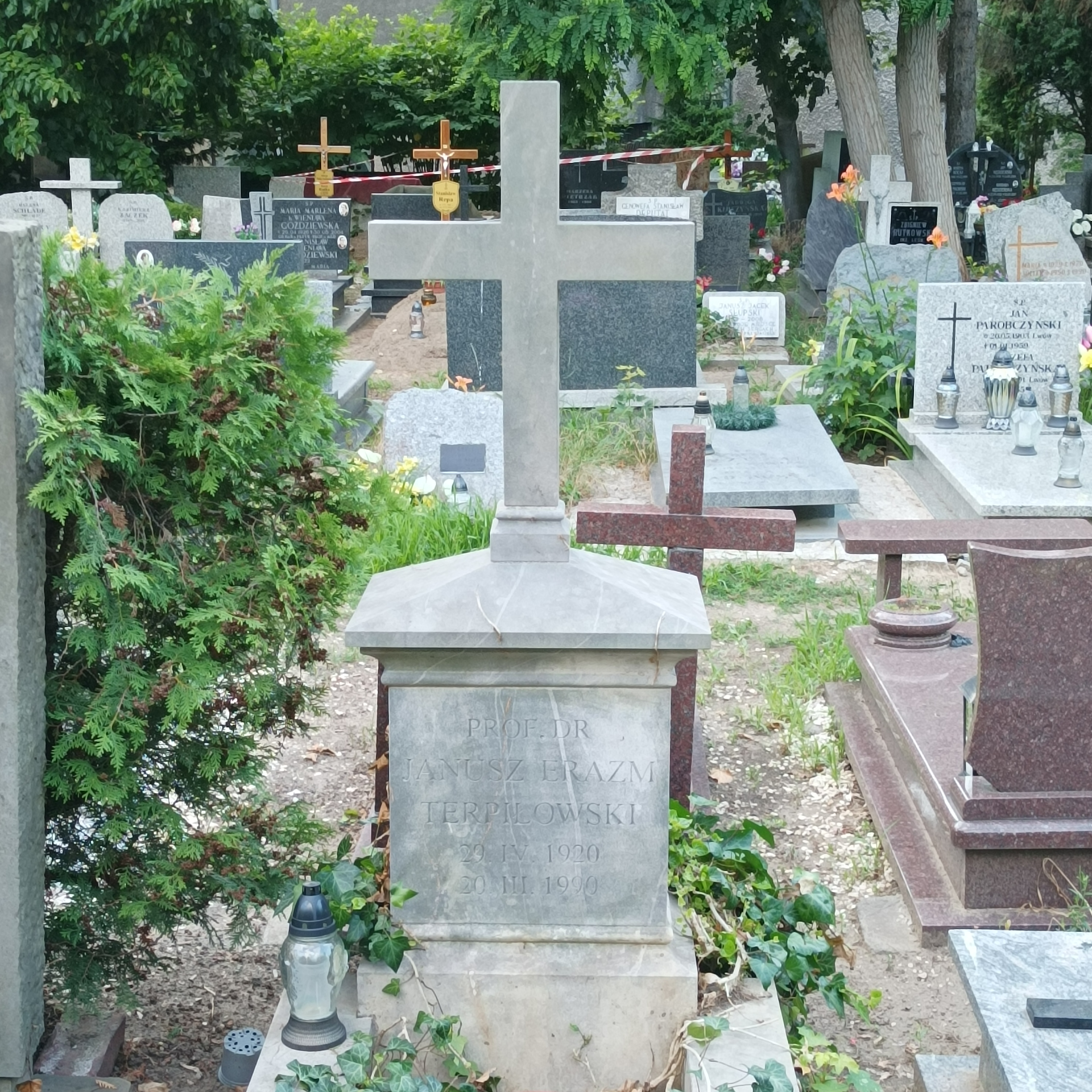
Grób prof. Janusza Terpiłowskiego na Cmentarzu św. Wawrzyńca we Wrocławiu